# U-Bahnhof Hammer Kirche

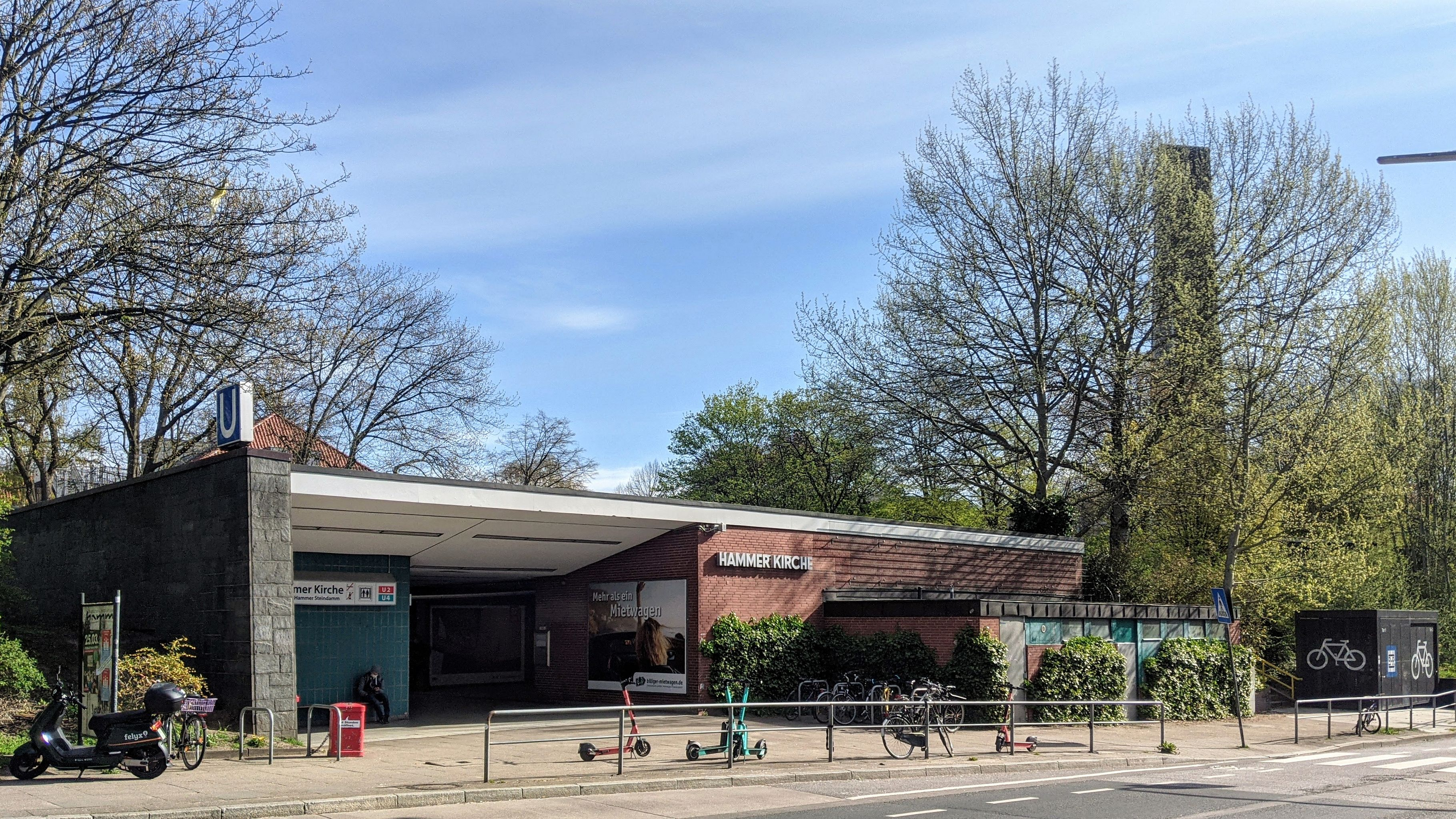
Eingang Hammer Steindamm, rechts hinter den Bäumen der Turm der namensgebenden Dreifaltigkeitskirche

Der U-Bahnhof Hammer Kirche ist eine Haltestelle der Hamburger U-Bahn-Linien U2 und U4 im Stadtteil Hamm. Das Kürzel der Station bei der Betreiber-Gesellschaft Hamburger Hochbahn lautet „HK“. Der U-Bahnhof hat täglich 12.305 Ein- und Aussteiger (Mo–Fr, 2019).

## Geschichte
Der U-Bahnhof Hammer Kirche wurde im Zuge des Baues der U-Bahn nach Billstedt errichtet. Für den Bau der neuen Station wurde die hier ursprünglich den Geesthang hinab zur Hammer Landstraße verlaufende Straße Bei der Hammer Kirche bis zum Horner Weg verkürzt. Im Gegenzug wurde der Hammer Steindamm, der bis dahin oberhalb des Geesthanges endete, in einem weiten Bogen um die neue Station bis zur Hammer Landstraße verlängert.
Im Januar 1967 konnte der Betrieb aufgenommen werden. Um 1970, nachdem die ursprünglich dort haltende Straßenbahn durch Busse ersetzt worden war, wurde das Zugangsbauwerk erweitert: Der Fußgängertunnel unterquerte nun die Hammer Landstraße. Das vorher dort befindliche Portal wurde restlos entfernt. Der neue Tunnel-Abschnitt ist noch heute an der fehlenden Verfliesung zu erkennen.
Im Haltestellenbereich selbst wurden inzwischen die früher vorhandenen Deckenverkleidungen über den Gleisen entfernt, wodurch der unregelmäßige Ansatz der Fliesen sichtbar wurde.

## Ausbau und Lage
Die Haltestelle hat ihren Namen nach der nahegelegenen Hammer Dreifaltigkeitskirche (ursprünglich von 1693, heutiger Bau von 1957). Der Mittelbahnsteig besitzt nur einen Zugang am westlichen Ende, das Zugangsbauwerk führt jedoch zu drei Ausgängen (Horner Weg, Hammer Steindamm, Hammer Landstraße). Eine Besonderheit ist die spitz zulaufende, konische Form des Bahnsteigs, der in der Nähe des Ausgangs extrem breit ist, am östlichen Ende jedoch sehr schmal wird. Die Haltestelle liegt etwa auf Höhe der Hammer Landstraße. Sie wurde unterirdisch in einem Geestrücken errichtet.

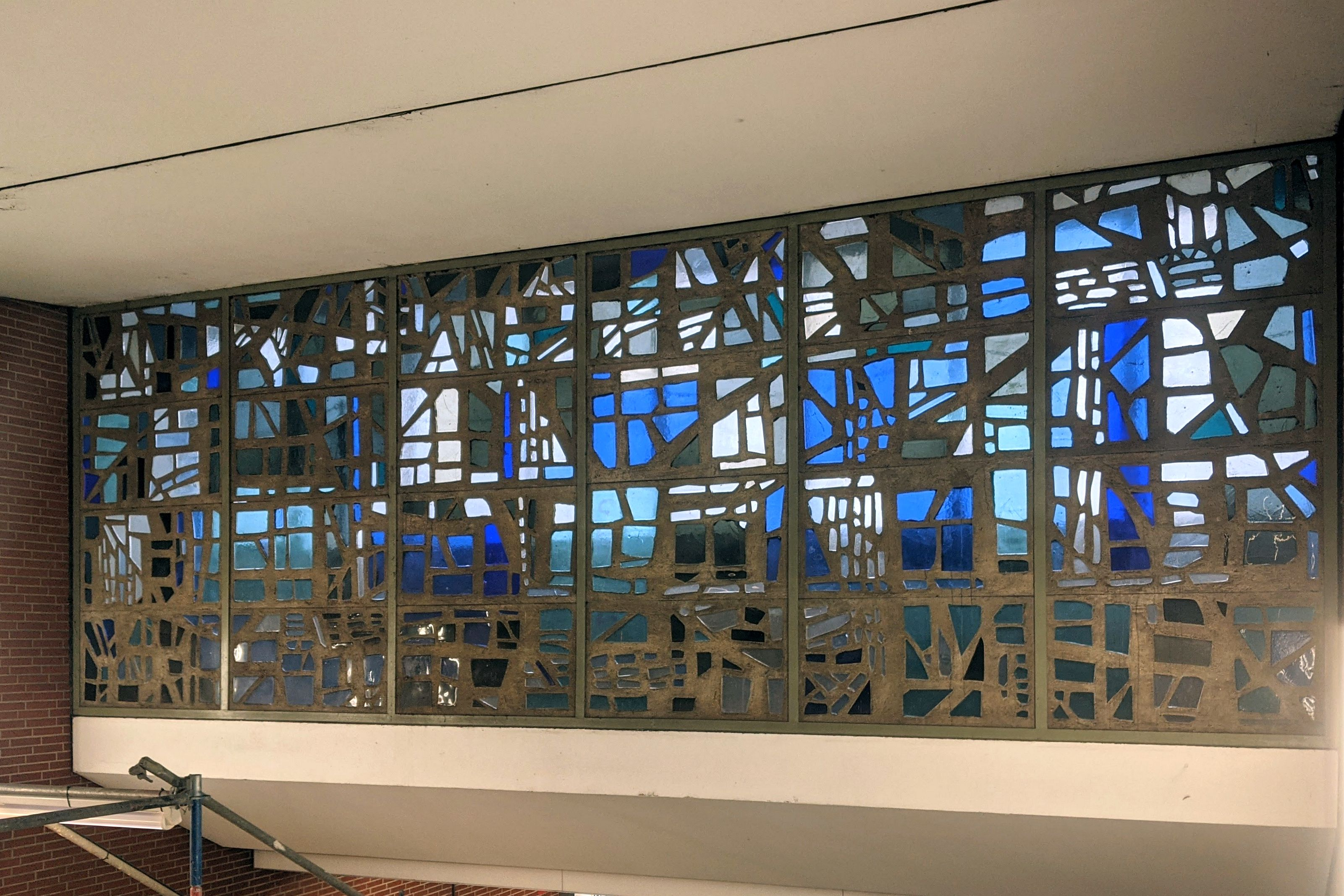
Kunst am Bau von Heinz Glüsing

Der U-Bahnhof Burgstraße liegt 955 Meter entfernt. Die 655 Meter lange Strecke bis zum U-Bahnhof Rauhes Haus wurde versuchsweise aus Fertigsegmenten erbaut. Es war nach der Strecke der Linie U1 am Lübeckertordamm der zweite Versuch dieser Art. Die Bauweise konnte sich jedoch nicht durchsetzen.
Seit Oktober 2014 ist der Bahnhof barrierefrei ausgebaut. Der Aufzug wurde bereits August 2014 eingeweiht, jedoch waren die Bahnsteige noch nicht erhöht. Der Zugang Hammer Landstraße wurde mit Inbetriebnahme des Aufzugs am 30. November 2023 ebenfalls barrierefrei.
| Linie | Verlauf |
| ----- | --- |
| U 2   | Niendorf Nord – Schippelsweg – Joachim-Mähl-Straße – Niendorf Markt – Hagendeel – Hagenbecks Tierpark – Lutterothstraße – Osterstraße – Emilienstraße – Christuskirche – Schlump – Messehallen – Gänsemarkt (Oper) – Jungfernstieg – Hauptbahnhof Nord – Berliner Tor – Burgstraße – Hammer Kirche – Rauhes Haus – Horner Rennbahn – Legienstraße – Billstedt – Merkenstraße – Steinfurther Allee – Mümmelmannsberg |
| U 4   | (in Planung: Moldauhafen –) Elbbrücken – HafenCity Universität – Überseequartier – Jungfernstieg – Hauptbahnhof Nord – Berliner Tor – Burgstraße – Hammer Kirche – Rauhes Haus – Horner Rennbahn – Legienstraße – Billstedt (im Bau: – Stoltenstraße – Horner Geest) |

Es besteht Übergang zur StadtBus-Linie 116 (Farmsen, Rentenversicherung Nord – U Wandsbek Markt – Bf. Hasselbrook – U Hammer Kirche – U Rauhes Haus – U Billstedt) und zum Quartiersbus 530 (U Lübecker Straße – Eilbek – Hammer Kirche – S Rothenburgsort – Wasserkunst Kaltehofe – S Mittlerer Landweg).
Außerhalb der Betriebszeiten der U-Bahn verkehrt hier die NachtBus-Linie 610 (S Holstenstraße – Rathausmarkt – U Mümmelmannsberg – S Nettelnburg – Bf. Bergedorf) von der Haltestelle in der Hammer Landstraße.